# Joseph van der Linden d'Hooghvorst
Ne doit pas être confondu avec Joseph Vander Linden.
Le baron Joseph van der Linden d'Hooghvorst, né le 24 juin 1782 à Bruxelles, où il est mort le 13 décembre 1846, est un homme politique libéral belge. Il est le frère cadet d'Emmanuel Van der Linden d'Hooghvorst.

## Biographie

### Famille et mariage
Joseph van der Linden d'Hooghvorst est le second fils de Jean Joseph van der Linden d'Hooghvorst et de la comtesse Angélique Gage. À l'âge de cinq ans, il est présenté de minorité dans l'ordre de Saint-Jean de Jérusalem en 1787 (mais ne présentera pas ses vœux et ne sera pas fait chevalier) ce qui lui permet de se marier avec la comtesse Marie Thérèse d'Argenteau (1783-1859), veuve de Maximilien d'Overschie de Neeryssche.
Joseph van der Linden et son épouse Marie Thérèse comtesse d'Argenteau, âgée de presque 37 ans, mariés à Bruxelles le 1er juin 1820, demeurent initialement à l'hôtel de Spangen, sur la place Royale de Bruxelles que la famille van der Linden possédait depuis 1817 avant de la vendre, en 1821, au prince Guillaume d'Orange. Joseph van der Linden acquiert ensuite le château de Limal à la veuve de Léonard Vande Velde, un négociant bruxellois. Marie Thérèse d'Argenteau et Joseph van der Linden n'ont pas eu d'enfants.
Joseph van der Linden d'Hooghvorst est mort à Bruxelles, à la rue de l'Écuyer, le 13 décembre 1846.

### Carrière politique
Initialement auditeur au Conseil d'État, le 25 février 1814, Joseph van der Linden devient le dernier maire de Bruxelles sous le Premier Empire français, succédant à Charles-Joseph d'Ursel — démis de son mandat  — et conserve ses fonctions maïorales jusqu'en 1815 sous le règne du roi Guillaume Ier des Pays-Bas, dont il devient le chambellan de 1816 à 1830. 
Membre des États provinciaux du Brabant méridional avant la révolution belge de 1830, il est envoyé en novembre 1830 au Congrès national comme membre du district de Bruxelles. En 1831 il est simultanément élu sénateur par les collèges électoraux de Bruxelles et de Nivelles. Il choisit ce dernier arrondissement qu’il représente au Sénat belge jusqu’à l’époque de sa mort. En 1831 et 1833, il est également envoyé extraordinaire et ministre plénipotentiaire en mission spéciale près des cours d’Autriche, de Bavière, de Wurtemberg, de Hesse-Darmstadt et de Bade.

### Fonctions et mandats
Joseph van der Linden d'Hooghvorst a exercé les fonctions et mandats suivants :
- Auditeur au Conseil d'État ;
- Dernier maire de Bruxelles : 1814-1815 ;
- Chambellan du roi Guillaume Ier des Pays-Bas : 1816-1830 ;
- Membre des États provinciaux du Brabant méridional ;
- Membre du Congrès national : 1830-1831 ;
- Conseiller communal de la ville de Bruxelles : 1830 - 1840 ;
- Membre du Sénat belge : 1831-1846 ;
- Envoyé extraordinaire et ministre plénipotentiaire en mission spéciale près des cours d’Autriche, de Bavière, de Wurtemberg, de Hesse-Darmstadt et de Bade (1831 et 1833).

### Rôle dans la découverte des restes du martyr Florius
Sous le pontificat de Grégoire XVI, le baron, de concert avec son neveu, le baron Victor et le beau-frère de ce dernier, le comte Émile d'Oultremont, ministre de Belgique près du Saint-Siège, obtiennent l'autorisation d'exhumer des catacombes de Sainte-Agnès, à la Via Nomentana, les reliques du martyr Florius, jeune homme romain de 23 ans.
Au cours de l'exhumation du 25 février 1840, ils découvrent plusieurs ossements bien conservés et l'ampoule contenant le sang coagulé du martyr. Parmi les 12 pièces, on peut trouver le procès-verbal circonstancié qui relate les phases de cette opération. Le 26 juillet suivant eut lieu la translation solennelle des reliques en l'église de Limal, en présence de monseigneur Charles Joseph Benît, comte de Mercy-Argenteau, archevêque de Tyr, prélat domestique de SS. le pape Grégoire XVI, du secrétaire de l'archevêque de Malines et des doyens de Wavre et de Beauvechain. La cérémonie avait été précédée d'une mission de huit jours. Les reliques ornèrent l'autel de la chapelle seigneuriale qui fut, jusqu'à la restauration de 1950, la chapelle de Saint-Florius. Florius devient dès lors le saint protecteur de Limal.

## Honneurs
- Chevalier de l'ordre du Lion néerlandais ;
- Officier de l'ordre de Léopold
- Croix de fer (Belgique)